# Mercan'Tour Classic Alpes-Maritimes 2023
De 3e editie van de Mercan’Tour Classic Alpes-Maritimes vond plaats op 30 mei 2023. Titelverdediger was Jakob Fuglsang. Deze editie werd gewonnen door Richard Carapaz. Er waren 4.733 hoogtemeters opgenomen in deze wedstrijd. De start vond plaats in Puget-Théniers en de finish lag op de Valberg. De wedstrijd was onderdeel van de UCI Europe Tour 2023 en telde mee voor de Coupe de France.

## Koersverloop
De kopgroep van deze wedstrijd ontstond binnen enkele kilometers. Acht renners waren aanwezig, waaronder Pascal Eenkhoorn. Maximale voorsprong die zij hadden op het peloton was zo'n 6 minuten. Op de Col de la Colmiane nam de voorsprong snel af en twee renners konden de andere vluchters niet meer bijhouden. De rest van de kopgroep reed samen door naar de start van de volgende beklimming, de Col de la Couillole. Hier was het Xavier Cañellas die als eerste in de aanval ging. Alleen Eenkhoorn, Mathis Le Berre en Jordi López konden volgen, zodoende bleven er nog vier renners over in de aanval. Enkele kilometers later plaatste López een aanval, dit kon niet worden beantwoord door zijn medevluchters. Voor ruim 20 kilometer reed de Spanjaard alleen aan kop. Ondertussen was het peloton zeer aan het slinken. Onder andere Victor Lafay, voor Guillaume Martin, heeft er voor gezorgd dat veel renners moesten lossen. Waarna EF Education-EasyPost het overnam voor Richard Carapaz. 
In de afdaling voorafgaand aan de klim naar de top van de Valberg was het Lilian Calmejane die wegreed bij het overgebleven peloton. Na amper een kilometer op de slotklim werd de Fransman weer ingerekend door het peloton. Dat nog altijd werd aangevoerd door ploegmaten van Carapaz. Op zeven kilometer van de meet was het werk voor Mark Padun gedaan en plaatste Carapaz een explosieve aanval. Tot de top van de Valberg, zo'n 1000 meter voor de finish reed Carapaz aan kop. Felix Gall was de enige renner die kon volgen. Op de laatste vlakke meters die volgde wist de Ecuadoriaan zijn voorsprong te vergroten op zijn achtervolgers. Na bijna vijf uur koers was het Carapaz die zegevierde. Gall eindigde als tweede. De Belg, Lennert Van Eetvelt wist een derde plaats te behalen.

## Uitslag
| Plaats  | Naam                | Ploeg                    | tijd     |
| ------- | ------------------- | ------------------------ | -------- |
| Winnaar | Richard Carapaz     | EF Education-EasyPost    | 4u47'59" |
| 2       | Felix Gall          | AG2R-Citroën             | + 12"    |
| 3       | Lennert Van Eetvelt | Lotto-Dstny              | + 38"    |
| 4       | Lenny Martinez      | Groupama-FDJ             | z.t.     |
| 5       | Cristián Rodríguez  | Arkéa Samsic             | z.t.     |
| 6       | Clément Berthet     | AG2R-Citroën             | + 51"    |
| 7       | Guillaume Martin    | Cofidis                  | + 1'53"  |
| 8       | Louis Meintjes      | Intermarché-Circus-Wanty | z.t.     |
| 9       | Andrej Zejts        | Astana Qazaqstan Team    | + 1'55"  |
| 10      | Sylvain Moniquet    | Lotto-Dstny              | + 2'24"  |

2021 · 2022 · 2023 · 2024 · 2025